# عبدالتواب بالاکرزی
عبدالتواب بالاکرزی (زاده: ۱۳۵۶ ولسوالی دامان، ولایت قندهار) سیاستمدار افغانستانی است که به‌عنوان  وزیر تحصیلات عالی افغانستان خدمت کرده‌است.
بالاکرزی دوره مکتب را در کابل فرا گرفته است، وی لیسانسش را در رشته انجنیری سیول از دانشگاه کندهار و ماستریش را در رشته انجنیری و مدیریت منابع آب از انستیتوت تکنالوژی آسیایی واقع در شهر بانکوک تایلند در سال ۲۰۱۰ گرفته‌است.
او از سال ۱۳۸۵ بدینسو مدت ۶ سال به‌عنوان عضو هیئت علمی دانشکده انجنیری دانشگاه کندهار، مدت ۳ سال معین علمی دانشکده محیط زیست دانشگاه کابل و مدت ۱۶ ماه به‌عنوان سرپرست وزارت تحصیلات عالی خدمت کرده‌است.
عبدالتواب بالاکرزی در بیش از ۸۰ اجلاس بین‌المللی در چهار براعظم جهان در بخش‌های رهبریت در تحصیلات عالی، تضمین کیفیت، تجدید و انکشاف نصاب درسی، تحقیقات علمی، خدمات محصلان، ایجاد و انکشاف روابط میان داننشگاه‌ها، مراکز علمی منطقه و جهان و دیگر امور مهم مربوط به تحصیلات عالی اشتراک فعال نموده‌است. به همین ترتیب در تعدادی زیادی از برنامه‌های ارتقای ظرفیت داخلی اشتراک فعال داشته‌است.
وی از جانب مقام عالی ریاست جمهوری اسلامی افغانستان مدال وزیر محمد اکبر خان را دریافت نموده است.